# ولو (شیروان)
ولو روستایی از توابع بخش مرکزی شهرستان شیروان در استان خراسان شمالی ایران است.

## جمعیت
این روستا در  دهستان سیوکانلو قرار دارد و براساس سرشماری مرکز آمار ایران در سال ۱۳۹۰، جمعیت آن ۴۵ نفر (۹ خانوار) بوده است.